# Георгий Седов (пароход)

Капитан К. Бадигин (справа) в радиорубке ледокола «Георгий Седов» в период дрейфа

«Седовцы» слева направо: помощник капитана В. Х. Буйницкий, врач А. П. Соболевский, кок П. В. Мегер, радист Н. М. Бекасов, механик С. Д. Токарев. 1 сентября 1938 − 12 января 1940 гг.

«Георгий Седов» — пароход ледокольного типа (ледокольный пароход).
Назван в честь русского полярного исследователя Георгия Яковлевича Седова (1877—1914).

## Создание
Заложен 25 декабря 1908 года на верфи «Гендерсон и К°» в Глазго (Шотландия).
Спущен со стапелей в 1909 году под названием «Беотик» (англ. Beothic), в честь коренного населения Ньюфаундленда — индейского племени Беотук. Базировался в порту Сент-Джонс, Ньюфаундленд.

## Конструкция
Грузовой пароход твиндечного типа. Для возможности работы во льдах набор корпуса и обшивка судна были усилены, в районе ватерлинии сделан ледовый пояс толщиной 22 мм, форштевень ледокольной формы, но борта прямостенные.

## История службы
Куплен министерством торговли и промышленности России в конце 1916 года у компании «Джоб Бразез» (англ. Job Brothers & Co. Ltd.) для Управления морским транспортом Беломорско-Мурманского района. В декабре этого же года вошёл в состав русского торгового флота.
В 1916—1919 гг. использовался для перевозки грузов во время зимней навигации на Белом море и как ледокол. С января 1917 вошёл в состав флотилии Северного Ледовитого океана, был вооружён одним 76-мм орудием.
В 1917—1919 в руках интервентов.
В 1920 году участвовал в первой Карской экспедиции.
В 1925 году буксировал из норвежского порта Вардё в Мурманск пострадавший во время шторма барк «Товарищ».
В 1928 году участвовал в операции по поиску участников экспедиции Нобиле.
В 1929 году (c 21 июня по 11 сентября) на «Седове» была проведена экспедиция Института по изучению Севера (Арктический и антарктический научно-исследовательский институт), проходившая под руководством О. Ю. Шмидта (капитан В. И. Воронин) которая обследовала Землю Франца-Иосифа и организовала в бухте Тихой о. Гукера (Земля Франца-Иосифа) полярную станцию. Во время этого похода «Седов» установил рекорд свободного плавания в полярных льдах, достигнув 82°14´ с. ш.
15 июля 1930 года, покинув Архангельск, направился к Новой Земле (экспедиция под руководством Шмидта и В. Ю. Визе (капитан Воронин), зашёл в Белушью Губу и Малые Кармакулы, а потом прямым курсом двинулся к Земле Франца-Иосифа. Исследовав некоторые районы архипелага, 2 августа «Георгий Седов» вышел из бухты Тихой к Новой Земле. Взяв запас угля с ледокольного парохода «Русанов», «Седов» обогнул Новую Землю и по 79-й параллели проложил прямой курс к Северной Земле. В пути были открыты новые острова, получившие имена Визе, Воронина и Исаченко.
13 августа 1930 года — экспедиция достигла предсказанного Визе острова. Он оказался пустынной землей, лишь кое-где поросшей лишайниками. Ныне этот участок суши площадью около 300  км² в северной части Карского моря носит имя Визе.
Льды не допустили «Георгия Седова» непосредственно к Северной Земле; удалось пробиться только к маленькому острову Домашнему, лежащему невдалеке от больших островов архипелага. 30 августа здесь открылась новая полярная станция. Советский флаг взвился над архипелагом Северной Земли. В 1931 году «Георгий Седов» совершает переход в Чёрное море вокруг Европы. Отремонтированный на заводе имени Марти в Николаеве, корабль в 1932 году возвращается в Архангельск.
Летом 1934 года, после зверобойной кампании, пароход становился плавучим филиалом Арктического института в Карском море. Не успел пароход вернуться в Архангельск, как его срочно направили для оказания помощи судну «Госторг», потерпевшему аварию у берегов Новой Земли. Эта операция затянулась. Только 12 января корабль пришёл в Мурманск.
В арктическую навигацию 1935 года «Георгий Седов» занимался проводкой судов в Карском море, доставлял людей и грузы для организации новых полярных станций на острове Русском и в устье реки Таймыр.
В Карское море для продолжения исследовательских работ «Георгий Седов» вернулся в 1936 году. Корабль вдоль и поперёк избороздил этот бассейн. В самый разгар гидрологических и гидрографических работ «Георгий Седов» вызвали к проливу Вилькицкого, чтобы освободить застрявший во льдах караван судов. «Георгий Седов» принял деятельное участие в форсировании пролива Вилькицкого и проводке каравана.
В 1937 году научная экспедиция на «Георгии Седове» занималась исследовательскими работами в Карском море и в море Лаптевых в районе Новосибирских островов. 22 июля корабль был в Карском море. Выполнив здесь план работ, экспедиция на «Георгии Седове» прошла в море Лаптевых, чтобы провести интенсивные гидрографические работы в районе Новосибирских островов.
Программа исследований была почти закончена, когда «Георгий Седов» послали на помощь судам «ленинского» каравана, застрявшим в тяжёлых льдах юго-западной части моря Лаптевых. Здесь собралось несколько ледокольных пароходов, но их усилия были тщетны: наступала ранняя зима — пробитые ледоколами каналы быстро затягивались молодым льдом; закрыт был путь и на запад — через пролив Вилькицкого.

### Легендарный дрейф
«Георгий Седов», «Садко» и «Малыгин» не смогли выйти изо льдов. Легендарный дрейф фактически начался 23 октября 1937 года у западного побережья острова Бельковского. Координаты: 75°21′ с. ш. 132°15′ в. д. — на 200 миль южнее того места, где 44 года назад остановился Фритьоф Нансен на своём «Фраме».
Только 30 октября пришёл приказ начальника Главсевморпути — переходить на зимовочное положение. Опыта зимовки ни у кого из 217 человек не было. Начальником дрейфующего каравана был назначен профессор Р. Л. Самойлович.
10 ноября была выведена из эксплуатации машина, погасили топки, перешли на отопление с помощью камельков (буржуйка), освещение — керосинка («летучая мышь») и свечи.
«Среди дрейфующих льдов образовался целый город, — писал Константин Бадигин. — Рядом с трехэтажными пароходами выросли ледовые домики, палатки гидрологов и магнитологов… Быстро были протоптаны тропы, соединяющие корабли». Многое зависело от того, как поставить корабль на зимовку — чтоб не попасть на линию сжатия льдов (так в свое время погиб «Челюскин»). Лучше всех встал «Садко» — в естественной лагуне среди ледяного поля, окруженной мощной грядой торосов.
За первый месяц дрейфа суда оставили за собой 320 км к полюсу — 200.
18 марта 1938 года К. С. Бадигин назначен капитаном «Георгия Седова», 20-го — принял командование.
| №  | Ф.И.О.                             | Должность           | Должность до/место работы                 | Год рождения |
| 1  | Бадигин, Константин Сергеевич      | капитан             | второй штурман/«Садко»                    | 1910         |
| 2  | Ефремов, Андрей Георгиевич         | старший помощник    | Руководитель практики студентов/«Малыгин» |              |
| 3  | Розов, Николай Николаевич          | старший механик     | третий механик/«Садко»                    |              |
| 4  | Токарев, Сергей Дмитриевич         | второй механик      | старший машинист/«Садко»                  |              |
| 5  | Полянский, Александр Александрович | радист              | то же/"Г. Седов"                          | 1902         |
| 6  | Соболевский, Александр Петрович    | врач                | то же/то же                               |              |
| 7  | Буторин, Дмитрий Прокофьевич       | боцман              | матрос 1-го класса/то же                  | 1908         |
| 8  | Щелин В.А.                         | матрос 1-го класса  | матрос 1-го класса (водолаз)/«Садко»      |              |
| 9  | Шемякинский В.С.                   | повар               | то же/то же                               |              |
| 10 | Алфёров, Всеволод Степанович       | машинист            | то же/то же                               |              |
| 11 | Шарыпов, Николай Сергеевич         | кочегар 1-го класса | то же/то же                               | 1915         |

3 апреля из Тикси вылетели самолёты звена Героя Советского Союза Алексеева — «Н-170», «Н-171», «Н-172» (летчики Г. К. Орлов, П. Г. Головин — те же, что год назад высаживали папанинскую четвёрку). Не пробыв и двух часов после посадки на льдах, они отправились обратно (эвакуировав 22 человека). От Тикси их отделяло расстояние 1100 км, для второго рейса была создана промежуточная база в замёрзшей лагуне острова Котельного.
18 апреля на «Н-170» и «Н-172» Алексеев и Головин вывезли 83 пассажира.
26 апреля полярные лётчики отправились в последний свой рейс, эвакуировав 79 человек. После этого на кораблях осталось по 11 человек (33 во всём караване).
24 июня после осмотра водолазом Николаевым (Садко), удалось установить, что руль «Георгия Седова» сильно повреждён одним из сжатий: «…перо руля ниже 230 сантиметров от балера согнуто нижней частью вправо, под углом около 45°…» — судно самостоятельно управляться не могло.
28 августа 1938 года к каравану подошёл ледокол «Ермак» (капитан М. Я. Сорокин), тем самым установив мировой рекорд свободного высокоширотного плавания 83°4,80′ с. ш. 138°02′ в. д.. Экспедицией командовал зам. начальника Главсевморпути М. И. Шевелёв.
После нескольких неудачных попыток буксировать «Георгия Седова», «Ермак» с «Малыгиным» ушли в ледовую разведку, но вскоре «Ермак» потерял винт (лопнул вал и вместе с винтом ушёл на дно). Ввиду угрозы того, что суда застрянут во льдах, было принято решение оставить «Седов» на вторую зимовку.
30 августа корабли ушли.
| №  | Ф.И.О.                            | Должность                | Должность до/место работы | Год рождения |
| 1  | Бадигин Константин Сергеевич      | капитан                  | то же                     | 1910         |
| 2  | Ефремов Андрей Георгиевич         | старший помощник         | то же                     | 1908         |
| 3  | Буйницкий Виктор Харлампиевич     | второй помощник капитана | «Садко»                   | 1911         |
| 4  | Дмитрий Григорьевич Трофимов      | старший механик          | четвертый механик/«Ермак» | 1906         |
| 5  | Токарев Сергей Дмитревич          | второй механик           | «Садко»                   | 1906         |
| 6  | Алферов Всеволод Степанович       | третий механик           | машинист/то же            | 1908         |
| 7  | Соболевский Александр Петрович    | врач                     | то же/то же               | 1905         |
| 8  | Полянский Александр Александрович | старший радист           | радист/то же              | 1902         |
| 9  | Бекасов Николай Михайлович        | радист                   | то же/«Ермак»             | 1913         |
| 10 | Буторин Дмитрий Прокофьевич       | боцман                   | то же/то же               | 1908         |
| 11 | Гаманков Ефрем Иванович           | матрос 1-го класса       | /«Ермак»                  | 1912         |
| 12 | Недзвецкий Иосиф Маркович         | машинист                 | /«Ермак»                  | 1908         |
| 13 | Шарыпов Николай Сергеевич         | кочегар 1-го класса      | «Садко»                   | 1915         |
| 14 | Гетман Иван Иванович              | кочегар                  | камбузный рабочий/«Ермак» | 1913         |
| 15 | Мегер Павел Власович              | повар                    | камбузный рабочий/«Ермак» | 1912         |

13 сентября в Главсевморпути приняли решение послать к «Седову» новый мощнейший ледокол «Иосиф Сталин», а 17 сентября — и «Литке». Подойдя 23 сентября к «Седову» на 60 миль из-за тяжёлой ледовой обстановки (крупнобитый лёд 7 баллов, туман) ледоколы остановились. 24-го их отозвали обратно.
С 26 на 27 сентября в результате подвижек льда судно получило крен 18° на правый борт, в результате чего под водой оказалось сливное отверстие холодильника. Невозвратный клапан не сработал. Поступающая в холодильник вода своим напором выдавила прокладку крышки холодильника и стала поступать внутрь судна. Несмотря на принятые меры, поступление воды прекратить не удалось и к полночи крен достиг 30°.
… К концу лета 1939 года запасов угля оставалось 44 тонны (этого хватило бы на 2,5 суток полного хода).
3 января 1940 года уже в Гренландском море (северо-западнее Шпицбергена) к дрейфующему пароходу на расстояние 25 миль подошёл ледокол «Иосиф Сталин» (капитан M. П. Белоусов, руководитель экспедиции И. Д. Папанин), на оставшиеся мили он потратил 10 дней. Чтобы ускорить освобождение судна, пришлось закладывать в 2-3 метрах от корпуса заряды, взрывами разрушая пятиметровый лед под кормой. Наконец, 13 января спаситель и спасаемый встали борт к борту и «Седов» был выведен на чистую воду.
Дрейф продолжался 812 дней. Пройденный путь 3307 миль. 21 января суда добрались до Баренцбурга на Шпицбергене. 29 января 1940 года ледокольный пароход «Георгий Седов» встретили в Мурманске, откуда седовцев поездом направили в центр страны. 1 февраля их встречали в Ленинграде, а 2 февраля - в Москве.
3 февраля 1940 года «Георгий Седов» награждён орденом Ленина.
Встретив седовцев в Москве, правительство СССР высоко оценило их подвиг. Все члены экипажа (по Crew list 2) 3 февраля 1940 года указом Президиума Верховного Совета СССР были удостоены звания Героев Советского Союза.
Полный текст Указа:

Указ Президиума Верховного Совета СССР
О присвоении звания Героя Советского Союза участникам дрейфа на ледокольном пароходе «Георгий Седов»
1. За проведение героического дрейфа, выполнение обширной программы научных исследований в труднейших условиях Арктики и проявленные при этом мужество и настойчивость присвоить звание Героя Советского Союза с вручением ордена Ленина и медали «Золотая Звезда»:
1. Бадигину Константину Сергеевичу — капитану ледокольного парохода «Георгий Седов». 

2. Трофимову Дмитрию Григорьевичу — помполиту ледокольного парохода «Георгий Седов». 

3. Ефремову Андрею Георгиевичу — старшему помощнику капитана. 

4. Буйницкому Виктору Харлампиевичу — гидрографу. 

5. Токареву Сергею Дмитриевичу — второму механику. 

6. Алферову Всеволоду Степановичу — третьему механику. 

7. Полянскому Александру Александровичу — радисту. 

8. Бекасову Николаю Михайловичу — радисту. 

9. Буторину Дмитрию Прокопьевичу — боцману. 

10. Недзвецкому Иосифу Марковичу — машинисту. 

11. Шарыпову Николаю Сергеевичу — машинисту. 

12. Соболевскому Александру Петровичу — врачу. 

13. Гаманкову Ефрему Ивановичу — матросу. 

14. Гетману Ивану Ивановичу — кочегару. 

15. Мегеру Павлу Власовичу — повару.
2. Выдать единовременную денежную награду Бадигину К. С., Трофимову Д. Г., Ефремову А. Г., Буйницкому В. Х., Токареву С. Д., Алферову В. С., Полянскому А. А., Бекасову Н. М., Буторину Д. П., Недзвецкому И. М., Шарыпову Н. С., Соболевскому А. П., Гаманкову Е. И., Гетману И. И. и Мегеру П. В. по 25.000 рублей каждому.
Председатель Президиума Верховного Совета СССР М. Калинин.
Секретарь Президиума Верховного Совета СССР А. Горкин.
Москва, Кремль, 3 февраля 1940 г.

### Итоги дрейфа
Одним из существенных научных достижений экспедиции «Георгия Седова» стало окончательное уничтожение легенды о «Земле Санникова», продержавшейся более 125 лет.
Седовцы вели наблюдения по метеорологии, гидрологии, земному магнетизму и измерению силы тяжести почти что по той же программе и такими же приборами, что и станция «Северный полюс».
Было произведено 415 определений местоположения судна по небесным светилам.
В 38 пунктах измерены глубины свыше 3000 метров (с получением образцов грунта).
Во время Великой Отечественной войны в период с сентября 1941 года по май 1942 года «Георгий Седов» входил в состав Беломорской военной флотилии советского флота в качестве ледокольного парохода под названием «ЛД-3».
Пожар в 1946 году
30 марта 1946 года, в горле Белого моря на ледокольном пароходе «Седов», возвращавшемся из зверобойно-промыслового рейса, в столовой судна возник пожар. Погибли 19 человек, 18 получили ожоги и травмы. Пожар ликвидирован экипажем с помощью ледокола «Северный ветер».

## Память
- В честь парохода названы группа островов Северной Земли со стороны Карского моря (архипелаг Седова), открытых участниками экспедиции на «Георгии Седове» в 1930 году, и рейд архипелага Норденшельда в Карском море, обследованный в 1936 году.
- Название «Георгий Седов» перешло к построенному в 1967 году ледоколу ММФ.
- в 1975 году на братской могиле зверобоев ледокола «Седов» погибших при пожаре 30 марта 1946 года в городе Северодвинске установлен памятный знак (архитектор Е.Назаров)[7]

Почтовый конверт, посвященный ледоколу «Георгий Седов»
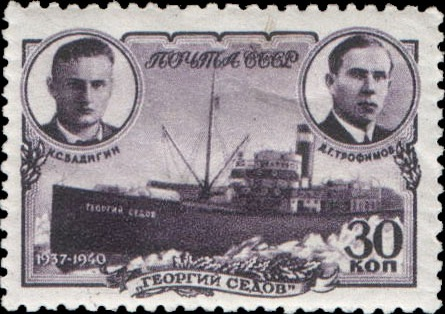
Почтовая марка СССР с изображением ледокола «Георгий Седов» и портретами капитана Бадигина и старшего механика Трофимова
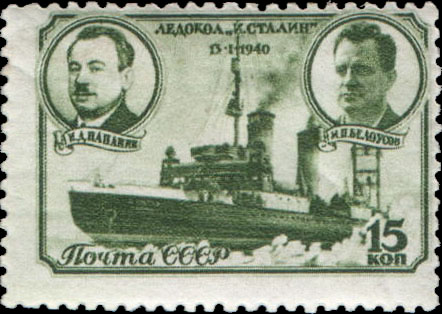
Почтовая марка СССР с изображением ледокола «Иосиф Сталин» и на портретах Герои Советского Союза И. Д. Папанин и М. П. Белоусов
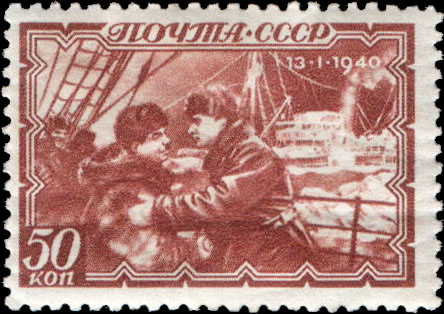
Почтовая марка СССР с изображением ледокола «Георгий Седов». Встреча К. С. Бадигина и И. Д. Папанина на борту ледокола
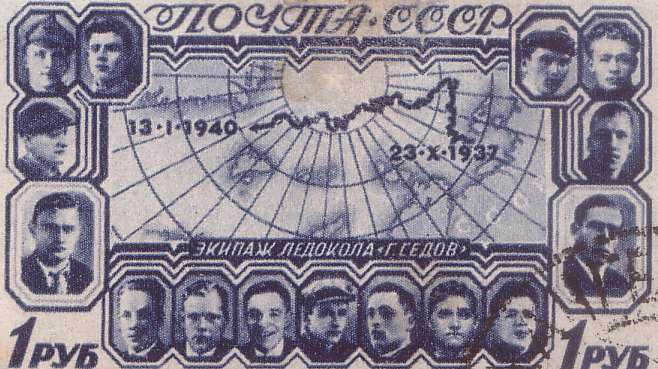
Почтовая марка СССР с изображением схемы дрейфа